# Camera dei deputati del Regno d'Italia
La Camera dei deputati del Regno era la camera elettiva del Parlamento del Regno d'Italia.

## Storia

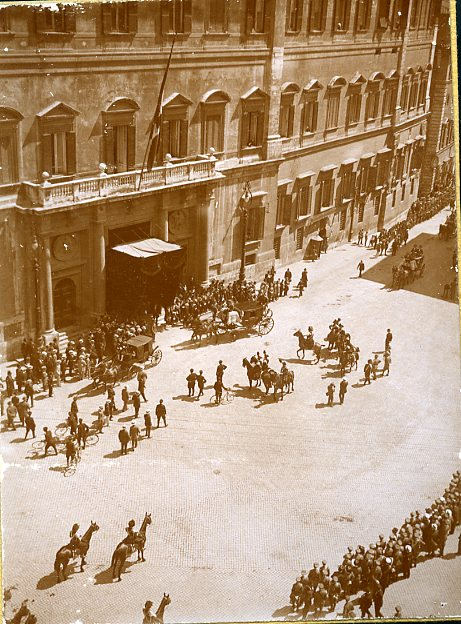
L'ingresso di Palazzo Montecitorio nel 1919 all'inaugurazione della XXV legislatura

La Camera dei deputati del Regno d'Italia nacque nel 1861, in seguito all'unità d'Italia, come diretta evoluzione della Camera dei deputati del Regno di Sardegna, a seguito delle elezioni politiche italiane del 1861. In continuità con il precedente regno la prima legislatura fu denominata VIII, ed è riconosciuta dagli storici come la prima del Regno d'Italia, sebbene questi sia stato proclamato il 17 marzo 1861.
La prima seduta dell'VIII legislatura si tenne il 18 febbraio di quell'anno, inizialmente a Torino, a Palazzo Carignano fino al 1865. Quindi si trasferì al Palazzo Vecchio di Firenze e dal 1871 a Roma, a Palazzo Montecitorio. L'aula di Montecitorio assunse la forma che mantiene ancora oggi nel 1918, a seguito di un imponente lavoro di restauro dello storico palazzo. Dai 443 seggi del 1861, aumentò progressivamente a 493, e poi a 508. Si passò nel 1921 ai 535 seggi, per scendere a 400 dalle elezioni del 1929.
I suoi membri inizialmente venivano eletti su base censitaria e maschile, a collegio uninominale e a doppio turno di elezione. Nel 1892 si adottò l'uninominale a turno unico. Il suffragio universale maschile fu introdotto per l'elezione dei deputati del 1913. Nel 1919 fu introdotto il sistema proporzionale e nel 1924 il proporzionale con premio di maggioranza.
Nel 1928, dal regime fascista, venne introdotto un sistema plebiscitario. Come camera bassa, fu sostituita al termine della XXIX legislatura il 2 marzo 1939, con la legge n. 129 del 19 gennaio 1939, con cui in sua vece fu istituita la Camera dei fasci e delle corporazioni, che tenne la sua prima seduta il 23 marzo 1939.

## Elezioni e legislature della Camera dei deputati del Regno d'Italia
| Elezioni | Data             | Legislatura | Seggi Camera | Affluenza | Legge elettorale                   |
| -------- | ---------------- | ----------- | ------------ | --------- | ---------------------------------- |
| 1861     | 27 gennaio 1861  | VIII        | 443          | 57,2%     | Legge elettorale italiana del 1860 |
| 1865     | 22 ottobre 1865  | IX          | 493          | 54,8%     | Legge elettorale italiana del 1860 |
| 1867     | 10 marzo 1867    | X           | 493          | 54,8%     | Legge elettorale italiana del 1860 |
| 1870     | 20 novembre 1870 | XI          | 508          | 45,4%     | Legge elettorale italiana del 1860 |
| 1874     | 8 novembre 1874  | XII         | 508          | 57,6%     | Legge elettorale italiana del 1860 |
| 1876     | 5 novembre 1876  | XIII        | 508          | 61,0%     | Legge elettorale italiana del 1860 |
| 1880     | 16 maggio 1880   | XIV         | 508          | 62,6%     | Legge elettorale italiana del 1860 |
| 1882     | 29 ottobre 1882  | XV          | 508          | 60,7%     | Legge elettorale italiana del 1882 |
| 1886     | 25 maggio 1886   | XVI         | 508          | 58,5%     | Legge elettorale italiana del 1882 |
| 1890     | 23 novembre 1890 | XVII        | 508          | 55,8%     | Legge elettorale italiana del 1882 |
| 1892     | 6 novembre 1892  | XVIII       | 508          | 55,8%     | Legge elettorale italiana del 1892 |
| 1895     | 26 maggio 1895   | XIX         | 508          | 59,25%    | Legge elettorale italiana del 1892 |
| 1897     | 21 marzo 1897    | XX          | 508          | 50,5%     | Legge elettorale italiana del 1892 |
| 1900     | 3 giugno 1900    | XXI         | 508          | 58,28%    | Legge elettorale italiana del 1892 |
| 1904     | 6 novembre 1904  | XXII        | 508          | 62,72%    | Legge elettorale italiana del 1892 |
| 1909     | 7 marzo 1909     | XXIII       | 508          | 64,96%    | Legge elettorale italiana del 1892 |
| 1913     | 26 ottobre 1913  | XXIV        | 508          | 60,41%    | Legge elettorale italiana del 1912 |
| 1919     | 16 novembre 1919 | XXV         | 508          | 56,58%    | Legge elettorale italiana del 1919 |
| 1921     | 15 maggio 1921   | XXVI        | 535          | 58,39%    | Legge elettorale italiana del 1919 |
| 1924     | 6 aprile 1924    | XXVII       | 535          | 63,78%    | Legge elettorale italiana del 1923 |
| 1929     | 24 marzo 1929    | XXVIII      | 400          | 89,86%    | Legge elettorale italiana del 1928 |
| 1934     | 25 marzo 1934    | XXIX        | 400          | 96,46%    | Legge elettorale italiana del 1928 |

Come scritto sopra, nel 1939, alla scadenza della XXIX legislatura, la Camera dei deputati fu soppressa e rimpiazzata dalla Camera dei fasci e delle corporazioni, non sottoposta ad elezione. La XXX legislatura fu l'ultima del Regno d'Italia e durò dal 1939 al 1943, quando la Camera dei fasci e delle corporazioni fu sciolta appena dopo la caduta del fascismo.

## Presidenti
- Presidenti della Camera dei deputati del Regno d'Italia (1861-1939)